# 格林希爾鎮區 (北卡羅萊納州拉瑟福縣)
格林希爾鎮區（英語：Green Hill Township）是位於美國北卡羅萊納州拉瑟福縣的一個鎮區。

## 地方資料
格林希爾鎮區的面積為115.77平方千米，皆為陸地。根據2020年美國人口普查的數據，當地共有人口2693人，而人口密度為每平方千米23.26人。